# Summer Phoenix
Summer Phoenix (ur. 10 grudnia 1978 Winter Park, Floryda) – amerykańska aktorka, pochodząca z rodziny Phoenix, do której należą m.in. Joaquin i River. Ukończyła New York University's Tisch School of the Arts. W 2006 roku poślubiła aktora Caseya Afflecka z którym ma dwóch synów. Małżeństwo zakończyło się w 2017.

## Filmografia
- 2004: Suzie Gold jako Suzie Gold
- 2002: Ćpuny (Wasted) jako Samantha
- 2002: Projekt Laramie (The Laramie Project) jako Jane Malmskog
- 2001: Fanatyk (The Believer) jako Carla Moebius
- 2000: Danie dnia (Dinner Rush) jako Marti
- 2000: To wciąż mój mąż (Committed) jako Meg
- 2000: Esther Kahn jako Esther Kahn
- 1999: Punki z Salt Lake City (SLC Punk!) jako Brandy
- 1998: Oni (The Faculty) jako F**k You Girl
- 1998: I Woke Up Early the Day I Died jako barmanka / dziewczyna na plaży
- 1998: Szalona impreza (Can't Hardly Wait) jako Candy (sceny usunięte)
- 1998: Dziewczyna (Girl) jako Rebecca
- 1997: Arresting Gena jako Jane Freeman
- 1988: Runaway Ralph
- 1987: Russkies jako Candi
- 1986: Kate's Secret jako Becky Stark